# Rhyacophila tamdaona
Rhyacophila tamdaona är en nattsländeart som beskrevs av Olah 1987. Rhyacophila tamdaona ingår i släktet Rhyacophila och familjen rovnattsländor. Inga underarter finns listade i Catalogue of Life.